# Курунзулай
Курунзула́й — село в Борзинском районе Забайкальского края, Россия. Расположено в 97 километрах от районного центра.
Население — 240 человека (2021).

## История
Основано в 1739 году с началом работы Курунзулайского медеплавильного завода. В 1895 году в северной части села была построена Спасо-Преображенская церковь, сохранившаяся до сегодняшнего дня. С приходом советской власти в селе было организовано три коммуны, позже объединившиеся в артель и колхоз «Искра».
В селе расположены братская могила 74 партизан, погибших в Гражданской войне за советскую власть в Забайкалье, бюст командира партизанского отряда Макара Якимова. 

## Природа
Природа Курунзулая очень разнообразна. В основном преобладают травянистые растения, на данной территории можно встретить гуранов, зайцев, кабанов, волков и др.

## Население
| 2002 | 2010 | 2021 |
| ---- | ---- | ---- |
| 494  | ↘341 | ↘240 |